# Borut Peterlin
Borut Peterlin, slovenski fotograf in urednik, * 14. november 1974, Koper.
Prva leta svojega življenja je z družino preživel v Ilirski Bistrici, nato pa se je ustalil v Straži pri Novem mestu, od koder se je za stalno preselil v Novo mesto. Po končani novomeški Srednji tehnični in zdravstveni šoli, smer lesarski tehnik je v obdobju od 1994 do 1998 študiral na Akademiji lepih umetnosti FAMU v Pragi, leta 2001 je sodeloval z raziskovalnim komunikacijskim centrom skupine Benetton FABRICA v Italiji, v letih 2002 in 3 je končal podiplomski študij fotografije na London College of Printing (LCP) v Veliki Britaniji. Sodeluje s številnimi mednarodnimi agencijami, kot so Contrasto, Colors Magazine, Gente, Amica ... Je urednik fotografije tednika Mladina in pobudnik ter motor vsakoletnega festivala fotografije Fotopub v Novem mestu.
Leta 2006 ga je zastopa agencija Proartes.
Bil je eden izmed 571 podpisnikov Peticije zoper cenzuro in politične pritiske na novinarje v Sloveniji.

## Izbor razstav
- 2004 Bitte lächeln, Aufnahme, Martin-Gropius-Bau, Berlin, Nemčija; Center in galerija P74, Ljubljana, Slovenija
- 2003 Muzej Doland, Šanghaj, Kitajska; Galerija Božidar Jakac, Kostanjevica na Krki, Slovenija; London College of Printing, London, Velika Britanija
- 2002 Bar Mix, Pariz, Francija
- 1999 Fotografija leta, Cankarjev dom, Ljubljana, Slovenija

## Monografije
- 2003 Ob petih zjutraj = [At] 5AM
- 1998 Damjan Kocjančič, Borut Peterlin, Jure Breceljnik

## Oprema s fotografijami
- 2005 Gorjanske bajke
- 2005 Bitte lächeln, Aufnahme!
- 1999 Tretji korak
- 1998 Novo mesto na razglednicah

## Strokovni članki
- 2006 Fotopub: Skoraj uvodnik
- 2005 Fotopub: Fotopub ob jubileju predstavlja v višjo hitrost : fotografska delavnica v petih letih prerasla v Festival dokumentarne fotografije Fotopub : pogovor s programskim vodjo festivala Borutom Peterlinom.
- 2005 Fotografija: Borut Peterlin
- 2005 Delo: Fotografija je kraljica umetnosti
- 1999 Likovni svet: Fotografska razstava Boruta Peterlina
- 1999 Fotografija: Natečaj revije Fotografija na temo Ulica
- 1997 Emzin: Naj ljudje fotografirajo

## Fotoreportaže
- 2001–6 Mladina
- 1999–2006 Park
- 2004 Pogled 3 = View 3